# Peter Brukner
Peter Brukner (10. prosince 1747 Ottenthal, Dolní Rakousy – 19. července 1825 Hustopeče), uváděný též jako Bruckner, byl rakouský katolický kněz, učitel a církevní hodnostář. Roku 1767 vstoupil do piaristického řádu, kde působil jako učitel; roku 1789 byl jmenován ředitelem gymnázia v Kroměříži, od roku 1803 zastával úřad provinciála řádu pro Čechy a Moravu, v letech 1804-23 byl ředitelem Tereziánské akademie ve Vídni. Byl oceňován za svou církevní i pedagogickou činnost; za zásluhy získal titul císařského rady.

## Život
Narodil se 10. prosince 1767 v dolnorakouské obci Ottenthal. Roku 1767 vstoupil do piaristického řádu. Čtyři roky vyučoval v německých školách, poté sedm let gramatiku a devět let humanitní předměty na několika gymnáziích.
Roku 1789 byl jmenován rektorem koleje v Kroměříži, ředitelem a prefektem tamějšího gymnázia. Škola se pod jeho vedením zdárně rozvíjela. Od roku 1792 vyučoval také církevní právo, dějiny křesťanství, dogmatiku, morální a pastorální teologii.
V roce 1796 získal titul doktora teologie. Roku 1803 byl jmenován provinciálem českomoravské provincie piaristického řádu.
Roku 1804 přijal místo ředitele Tereziánské rytířské akademie ve Vídni a o dva roky později se tam přestěhoval. I zde si svou činností získal úctu a respekt. Za zásluhy získal titul císařského rady.
Jeho heslem po celý život bylo, vést mládež láskyplně, pomoci řádu v časové tísni (Josefinismus) a prospět státu.
Roku 1823 odstoupil ze zdravotních důvodů z většiny funkcí, zůstal ale nadále provinciálem. Zemřel během vizitace v řádovém domě v Hustopečích u Brna 19. července 1825.